# سلكان بن سلامة
سِلْكَانُ بن سَلَامة صحابي من الأنصار، شهد غزوة أحد، شهد المشاهد كلها، وكان ممن شارك في قتل كعب بن الأشرف، قُتل في موقعة الجسر مع أبي عبيد الثقفي في خلافة عمر بن الخطاب سنة 13 هـ.

## سيرته
سعد بن سلامة بن وقش بن زغبة بن زعوراء بن عبد الأشهل الأنصاري الأشهلي، وسلكان لقب، يكنى أبا نائلة، ولد سعد بن سلامة: ميمونة وأمها بشرة بنت عبد الله بن سهل من بني ساعدة؛ وعباد قتل يوم الحَرّة وعبد الله والمُحيّاة أمهم أم سهيل بنت رومي.
شهد سلكان غزوة أحد، وما بعدها من المشاهد، وكان شاعرًا، ومن الرماة المذكورين. بعثه النبي مع محمد بن مسلمة وأبو عبس بن جبر وعباد بن بشر لاغتيال كعب بن الأشرف اليهودي لما آذى النبي. وكان سلكان أخا كعب بن الأشرف من الرضاعة، وهو الذي ولي كلام ابن الأشرف ودعاه إلى أن يأتيه بعدّةٍ من قومه معهم رُهُنٌ يُعطونه ويأخذون منه تَمرًا سَلفًا وأنّسَهُ حتى اطمأن إليه وأتاه بالنفر الذين كانوا معه، ودعاه أبو نائلة فخرج إليه فحدّثه وأنّسه وأدخل يدَه في رأسه، فمده إليه وقال: «اقتلوا عَدُوَّ الله فَشدّوا على كعب فقتلوه.»
قتل سلكان يوم جسر أبي عبيد الثقفي في صدر خلافة عمر بن الخطاب سنة 13 هـ بالعراق.